# Евдокия Фотева
Евдокия (Кича) Балева (Бальова) Николова с псевдоним Вера (на македонска литературна норма: Евдокија Фотева - Вера) е революционерка от Егейска Македония.

## Биография
Родена е на 2 август 1926 година в Дъмбени (днес Дендрохори), Гърция. Влиза в Гръцката комунистическа партия от 1941 година. Участва в комунистическата борба в Гърция и от 1944 година е партизанка от Славяномакедонския народоосвободителен фронт, а през април и заместник-комисар на Първа егейска ударна бригада. През 1947 става секретар на Главния комитет на Антифашисткия фронт на жените от Егейска Македония. Секретар на НОФ за Суровичево-Кайляри. След разгрома на ДАГ е обвинена от ГКП в служба на чужди сили и изпратена в съветски лагери и затвори като Лубянка, Лефортово, Буртика. През 1956 година е освободена и се завръща в Социалистическа република Македония. Жени се за Минчо Фотев.
Последните години от живота си прекарва в Скопие, където умира на 10 март 2011 година.